# Aapravasi Ghat
Aapravasi Ghat è il nome in Hindi dell'antico centro di raccolta per gli immigrati situato a Port Louis, Mauritius, la prima colonia britannica ad impiegare forza lavoro fatta immigrare dall'India con il vincolo della servitù debitoria. Dal 1849 al 1923, mezzo milione di lavoratori indiani a contratto passarono attraverso il deposito dell'immigrazione, per essere trasportati nelle piantagioni di tutto l'Impero britannico. La migrazione su larga scala dei lavoratori lasciò un segno indelebile nelle società di molte ex colonie britanniche, con gli indiani che costituivano una parte sostanziale delle loro popolazioni nazionali. Nella sola Mauritius, il 68% dell'attuale popolazione totale è di origine indiana. L'Immigration Depot è così diventato un importante punto di riferimento nella storia e nell'identità culturale di Mauritius.
Lo sviluppo infrastrutturale incontrollato della metà del XX secolo ha fatto sì che siano sopravvissuti solo i resti parziali di tre edifici in pietra dell'intero complesso, attorno al 15%, tra cui l'ingresso e l'infermeria, i muri di un capannone per l'alloggio e resti dei quartieri di servizio. Rimangono anche i resti della banchina con i quattordici gradini che tutti i nuovi arrivati dovevano percorrere. Questi resti risalgono intorno al 1860 e sono ora protetti come monumento nazionale, ai sensi della legislazione sul patrimonio nazionale mauriziano. Il ruolo dell'Immigration Depot nella storia sociale è stato riconosciuto dall'UNESCO quando è stato dichiarato Patrimonio dell'Umanità nel 2006. Il sito è sotto la gestione dell'Aapravasi Ghat Trust Fund. Sono in corso sforzi di conservazione per riportare i fragili edifici al loro stato del 1860. È uno dei due siti Patrimonio dell'Umanità di Mauritius, insieme a Le Morne Brabant

## Etimologia

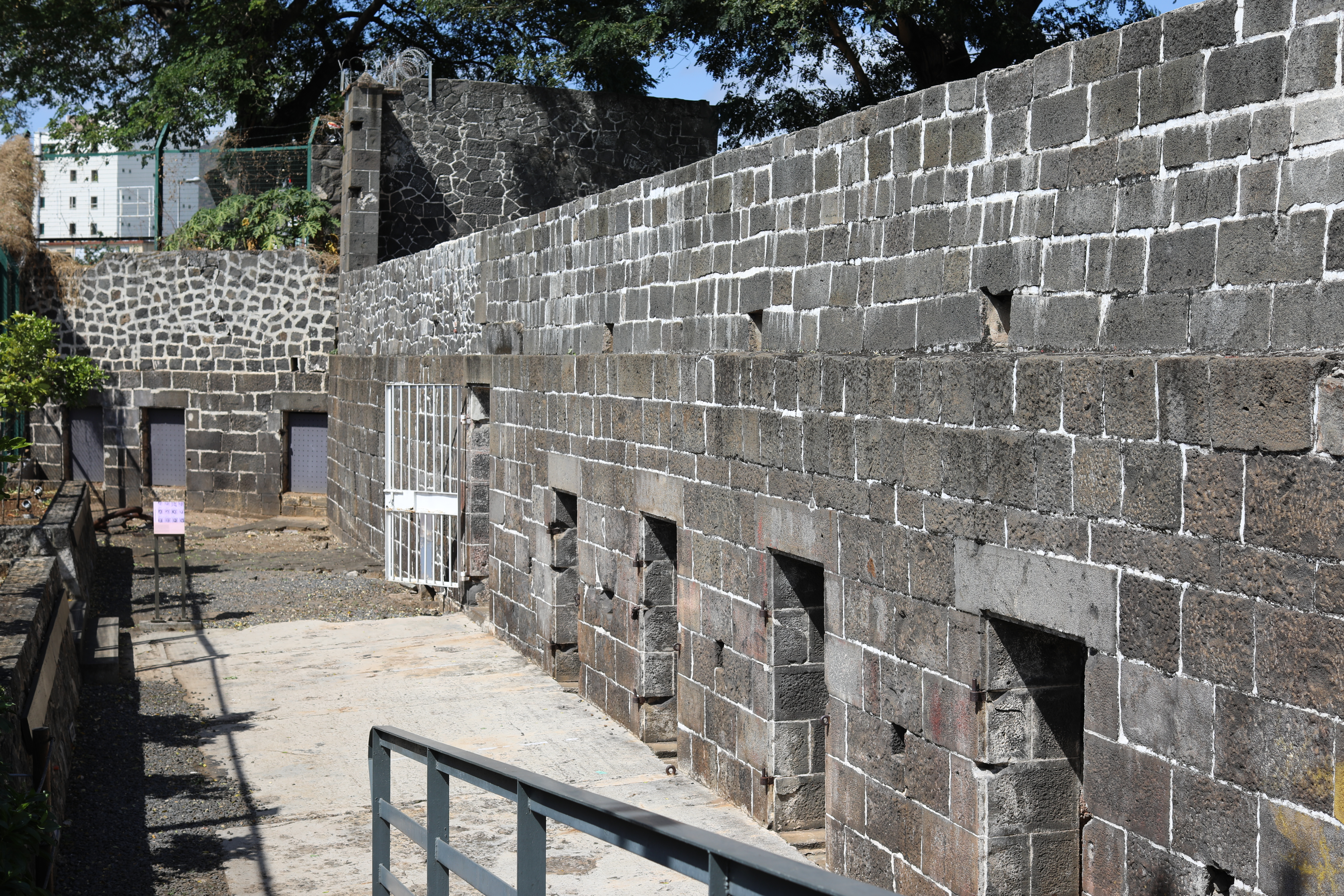
Il Museo Aapravasi Ghat, Mauritius

La parola ghat è spiegata da numerosi etimi dravidici come il Kannada gatta (catena montuosa), il Tamil kattu (fianco di una montagna, diga, cresta, strada rialzata) e il Telugu katta e gattu (diga, terrapieno).
Ghat, un termine usato nel subcontinente indiano, a seconda del contesto potrebbe riferirsi a una serie di colline a gradoni come i Ghati orientali e i Ghati occidentali; o la serie di gradini che conducono a uno specchio d'acqua o a un molo, come il luogo di balneazione o cremazione lungo le rive di un fiume o di uno stagno, Ghats a Varanasi, Dhoby Ghaut o Aapravasi Ghat. Le strade che passano attraverso i ghat sono chiamate Strade Ghat.
Il nome Aapravasi Ghat, in uso dal 1987, è una traduzione diretta in hindi di "Deposito Immigrazione". Aapravasi è la parola hindi per "immigrato", mentre ghat significa letteralmente "interfaccia", riflettendo di fatto la posizione della struttura tra la terra e il mare, e segnando simbolicamente una transizione tra la vecchia e la nuova vita per gli immigrati a contratto in arrivo. Alludendo alla sua funzione di pit stop per i potenziali lavoratori delle piantagioni, chiamati anche coolies, l'Immigration Depot è stato anche conosciuto con un nome più antico, il "Coolie Ghat".
L'uso prominente della lingua hindi nelle convenzioni di denominazione mauriziane si basa sulla demografia sociale ed etnica; oltre la metà della popolazione nazionale è di origine indiana, un risultato diretto della diaspora del lavoro indiano che passava attraverso il deposito dell'immigrazione. Nel Bihar e nell'Uttar Pradesh, da dove è arrivata la maggior parte di questi lavoratori indiani, il "Ghat" è indicato alla riva del fiume che viene utilizzata per l'attracco delle barche.

## Storia

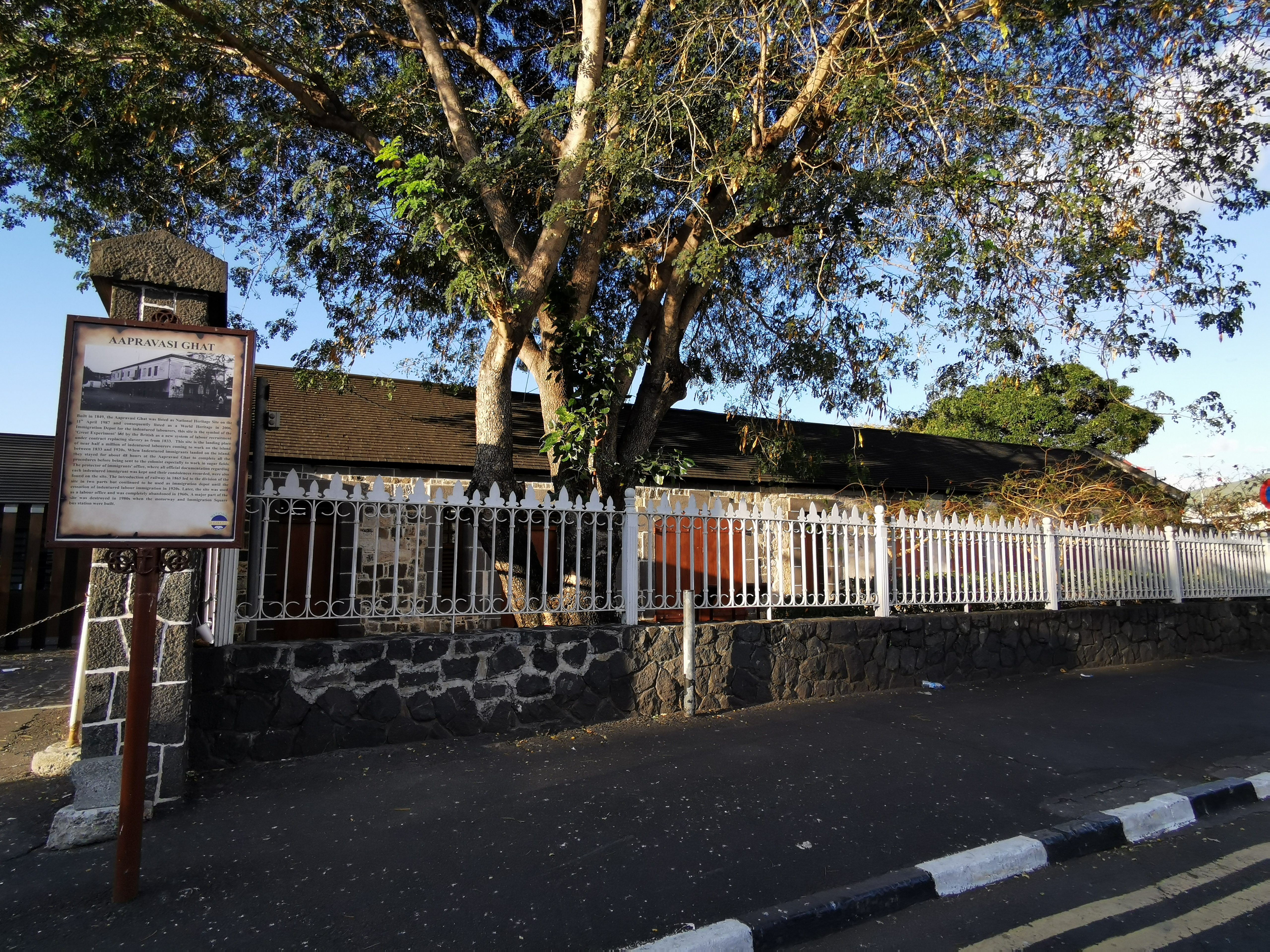
L'esterno

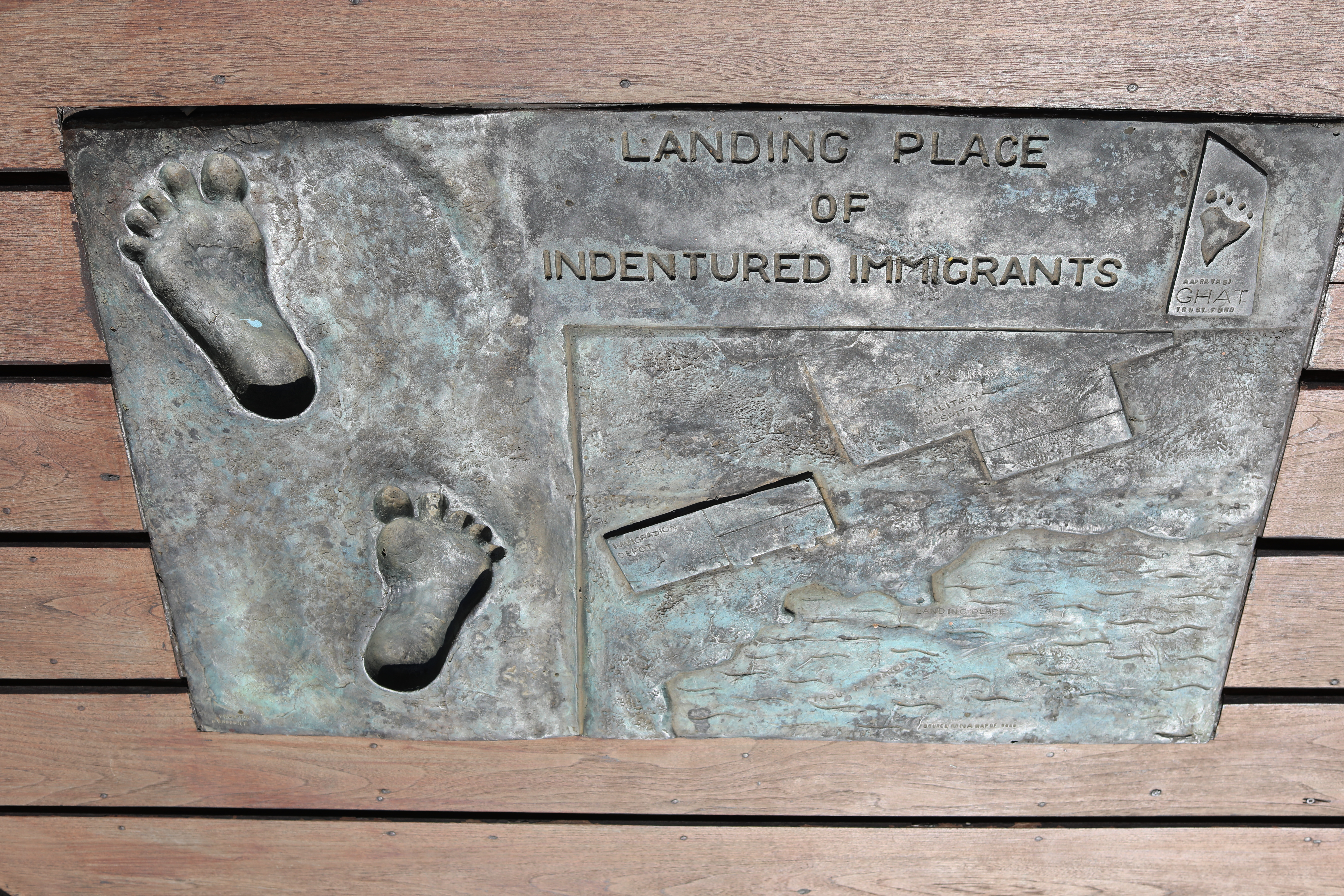
Targa "Prime impronte"

L'area in cui si trova il complesso edilizio, Trou Fanfaron, fu il punto di approdo della Compagnia Francese delle Indie Orientali, che prese possesso di Mauritius nel 1721. Gli schiavi furono importati dall'Africa, dall'India e dal Madagascar per costruire mura difensive e un ospedale durante la prima fase dell'insediamento. A metà del XVIII secolo, le piantagioni di zucchero erano state sviluppate sull'isola di Mauritius, utilizzando il lavoro degli schiavi.
Nel 1810, durante le guerre napoleoniche, Mauritius passò sotto il controllo britannico, come confermato nel Trattato di Parigi, in un momento in cui l'Impero britannico stava espandendo la sua influenza nella regione dell'Oceano Indiano. L'interesse commerciale britannico portò all'aumento della produzione di zucchero, che divenne la merce più preziosa nel commercio europeo a partire dalla metà del XVIII secolo in tutto l'impero in generale, portando allo sviluppo di infrastrutture per Port Louis come porto franco in particolare.
L'abolizione della schiavitù nelle colonie europee nel 1834, tuttavia, pose un problema per le piantagioni di zucchero, poiché le loro operazioni dipendevano fortemente dal lavoro degli schiavi. C'era una domanda di lavoro intensivo più economico, poiché gli schiavi ormai emancipati stavano negoziando per salari più alti e migliori condizioni di vita. Di conseguenza, il governo britannico concepì un piano per sostituire gli africani emancipati con lavoratori provenienti da altre parti del mondo. La prima ondata di nuovi lavoratori delle piantagioni erano i braccianti dell'isola portoghese di Madeira, gli afroamericani liberati dagli Stati Uniti e i cinesi poveri in cerca di pascoli più verdi.  Anche se l'etnia dei lavoratori delle piantagioni era cambiata, le cattive condizioni di lavoro e i bassi standard di vita rimanevano.
A quel tempo, l'India stava vivendo un'economia depressa. Ciò fu ulteriormente aggravato dalla ribellione indiana del 1857 che devastò la parte settentrionale del subcontinente.  Gli indiani, laboriosi ma indigenti, sembravano adatti al lavoro agricolo nelle piantagioni, in grado di lavorare sodo per bassi salari, fornendo una fonte potenzialmente massiccia di manodopera a basso costo. Il "Grande Esperimento", come venne chiamato il programma a contratto, prevedeva che questi potenziali lavoratori, nell'ambito di un programma di lavoro a contratto, fossero trasportati nelle piantagioni di tutto l'impero per fornire la manodopera agricola necessaria. Si trattava di un sistema in cui i potenziali lavoratori accettavano di lavorare per un determinato periodo di tempo in cambio del costo del viaggio, dell'alloggio di base e di un piccolo salario. 
Fin dal 1834, i coltivatori franco-mauriziani e britannici organizzarono l'assunzione ed il trasporto di lavoratori indiani. Questo commercio prese il nome di Commerci Coolie, e successivamente gli immigrati furono chiamati Coolie. La località fu chiamata Coolie. La parola coolie deriva dal termine tamil kuli che significa "salario". La maggioranza dei primi immigrati indiani proveniva dal Bihar, nell'India orientale. Erano appartenenti alla casta del Dhangar, noto come Hill Coolies, da cui deriva il nome dato agli schiavi.

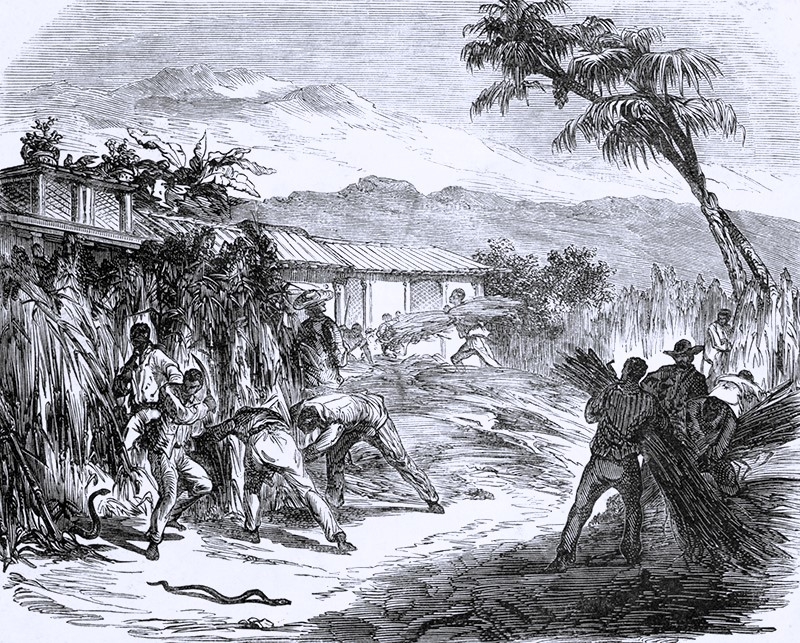
Una piantagione di zucchero sull'isola di Réunion, che ebbe un sostanziale numero di lavoratori a contratto negli anni 1850

Dal 1834 al 1849, quando iniziarono le prime migrazioni di lavoratori a contratto, non era stato istituito alcun deposito fisso per accogliere gli immigrati che arrivavano a Port Louis. Le migliaia di migranti che arrivavano ogni anno mettevano a dura prova la mancanza di strutture specializzate. Nel 1849, un edificio risalente all'amministrazione francese nella zona di Trou Fanfaron fu scelto come nucleo di un complesso strutturale progettato che sarebbe diventato il deposito permanente per l'immigrazione. Il deposito per l'immigrazione, come è diventato noto, è stato continuamente ampliato in risposta all'elevato numero di migranti. Questo durò fino al 1857, quando tutta la terra disponibile fu occupata. Lo spazio adeguato ha permesso alla struttura di gestire fino a 1.000 potenziali lavoratori in qualsiasi momento. Ulteriori modifiche, ai fini della comodità del servizio, dell'igiene e del trasporto, sono state apportate continuamente. Tuttavia, la concorrenza dello zucchero di barbabietola ha raggiunto le piantagioni di canna da zucchero di Mauritius.  La diffusione di un'epidemia di malaria negli anni 1860 spinse ulteriormente le navi ad allontanarsi dalla colonia, portando ad un declino dell'immigrazione a contratto, che culminò nel 1923, quando era completamente cessata. A quel tempo, si stima che 450.000 lavoratori a contratto provenienti dall'India fossero passati attraverso il deposito per l'immigrazione nel corso della sua esistenza. 
Negli anni 1970, il nome della località fu cambiato in Aapravasi Ghat, due parole hindi, di cui Ghat significa "riparo temporaneo". La parola coolie non è più utilizzata poiché ha una connotazione denigratoria in lingua locale. Durante il suo periodo d'attività la località ha visto il passaggio di quasi 400 000 lavoratori indiani. Questi ultimi lavorarono negli stabilimenti zuccherieri dell'isola, o vennero indirizzati verso altre destinazioni come l'Isola della Riunione, l'Australia o i Caraibi. All'Isola della Riunione, il "commercio coolie" fu più conosciuto sotto il nome di "engagisme". Il movimento migratorio generato verso questa colonia francese, soprattutto tra gli anni 1850 e 1880, fu all'origine della creazione di un luogo di memoria così importante come la località mauriziana.
Nel dicembre 2002 cominciarono i primi scavi archeologici nel sito. In parallelo, ricerche sono condotte presso gli archivi di stato di Mauritius. Nel maggio 2003 ricevette la visita del International Council on Monuments and Sites (ICOMOS), organo consultivo dell'UNESCO. È l'inizio del progetto di rinnovamento. La prima relazione tecnica del ICOMOS fu realizzata nel luglio 2003. Nel settembre 2004 cominciò la seconda fase dei lavori aventi lo scopo di togliere tutto il cemento aggiunto alla struttura nel tempo, e rifare il tetto in assi di legno.
Aapravasti Ghat e i Lazarets della Grande Chaloupe sono divenuti importanti luoghi di memoria per ricordare gli esodi forzati del periodo schiavista.

## Approvazione UNESCO
A causa dell'"indesiderabile aggiunta fatta negli anni novanta" e della mancanza di documentazione di siti paragonabili a Réunion, Trinidad e Durban, l'ICOMOS si rifiutò di riconoscere l'importanza dell'Aapravasi Ghat nell'aprile 2006.
La sessione del 12 luglio 2006 del Comitato dell'UNESCO, comunque, ribaltò il consiglio degli esperti aggiungendo il sito ai patrimoni dell'umanità quale "luogo in cui ebbe inizio la diaspora della servitù debitoria".